# (4207) Chernova
(4207) Chernova es un asteroide perteneciente al cinturón de asteroides, descubierto el 5 de septiembre de 1986 por Edward Bowell desde la Estación Anderson Mesa (condado de Coconino, cerca de Flagstaff, Arizona, Estados Unidos).

## Designación y nombre
Designado provisionalmente como 1986 RO2. Fue nombrado Chernova en homenaje a Galina Pavlovna Chernova investigadora principal del instituto de Astrofísica de la Academia de Ciencias de Tayikistán.